# Palais Albert Rothschild

Palais des Freiherrn Albert von Rothschild in der damaligen Heugasse 26 im 4. Wiener Gemeindebezirk (1906)

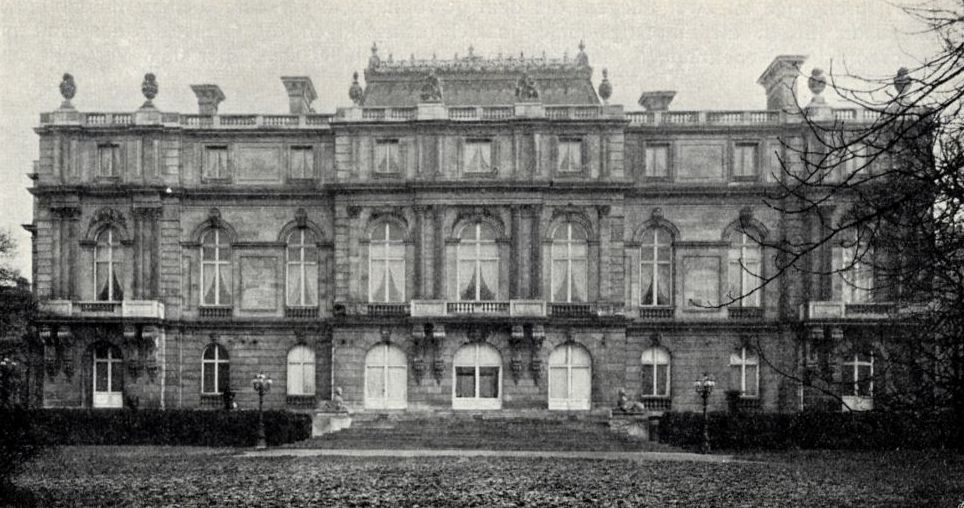
Gartenseite des Palais Albert Rothschild

Das Palais (Albert) Rothschild war ein von 1879 bis 1884 erbautes und 1954 abgerissenes Gebäude in Wien. Es befand sich in der Prinz-Eugen-Straße 20–22 (vormals Heugasse 26) im 4. Wiener Gemeindebezirk Wieden. Es ist nicht zu verwechseln mit dem bis heute bestehenden, kleineren Palais Rothschild auf Nr. 26 derselben Straße.

## Geschichte
Das Palais wurde von 1879 bis 1884 nach Plänen des französischen Architekten Gabriel-Hippolyte Destailleur errichtet und diente Albert Salomon Anselm  Freiherr v. Rothschild (1844–1911), dem führenden Repräsentanten des Wiener Zweiges der berühmten jüdischen Bankiersfamilie Rothschild, als Stadtpalais. Der im Stil der französischen Neorenaissance gehaltene Bau zeichnete sich durch ein besonders eindrucksvolles Stiegenhaus aus, an den Wänden befanden sich wertvolle Gobelins, die Einrichtung war im Louis XVI-Stil gehalten.

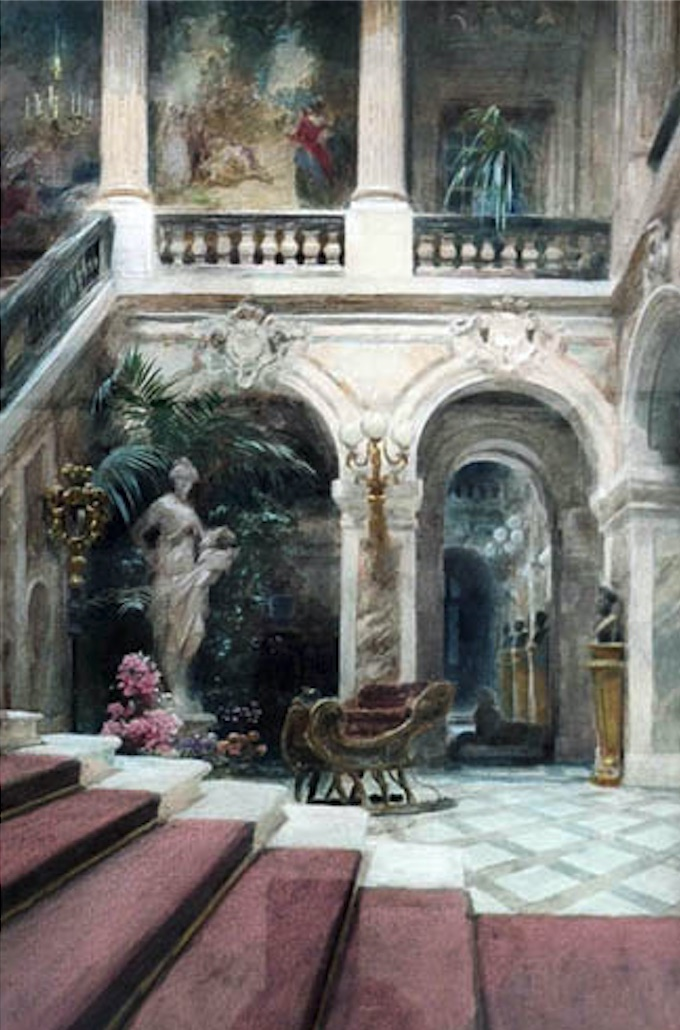
Treppenhaus um 1907, Aquarell von Ludwig Rösch

Das Palais wurde nach dem „Anschluss“ Österreichs an das Deutsche Reich im März 1938 vom NS-Regime beschlagnahmt und beherbergte zeitweilig die „Zentralstelle für jüdische Auswanderung“ unter Adolf Eichmann sowie später andere NS-Dienststellen. Das Palais überstand den Zweiten Weltkrieg ohne wesentliche Bombenschäden. 1947 entschied sich sein damaliger  Besitzer Louis Nathaniel von Rothschild, das ihm restituierte Gebäude mit der Auflage eines Pensionsfonds für seine ehemaligen Angestellten der Republik Österreich zu überlassen. Der Bund hatte jedoch für das wertvolle Objekt der Ringstraßenepoche keine Verwendung und begann 1954 mit den Demolierungsarbeiten. Heute steht an dieser Stelle ein von 1957 bis 1960 nach Entwürfen des Architekten Franz Mörth errichtetes Bürogebäude der Arbeiterkammer Wien.
In der Nähe dieses Palais, nämlich in der Theresianumgasse 14-16, befand sich das Palais von Alberts Bruder Nathaniel Meyer von Rothschild, an dessen Stelle sich heute ebenfalls ein Bürogebäude der Arbeiterkammer Wien befindet.
Die reiche Sammlung wurde 1999 der Familie und den Erben restituiert. Familie Rothschild und vor allem die Erbin Bettina Looram-Rothschild als Nichte von Baron Louis von Rothschild und Tochter von Baron Alphonse und Baronin Clarice von Rothschild erhielt 250 Kunstobjekte oder 239 Katalognummern zurück. Am 8. Juli 1999 wurden sie bei Christie’s versteigert, insgesamt 224 Objekte für eine Rekordsumme von 57,7 Millionen Pfund.